# Кюрит

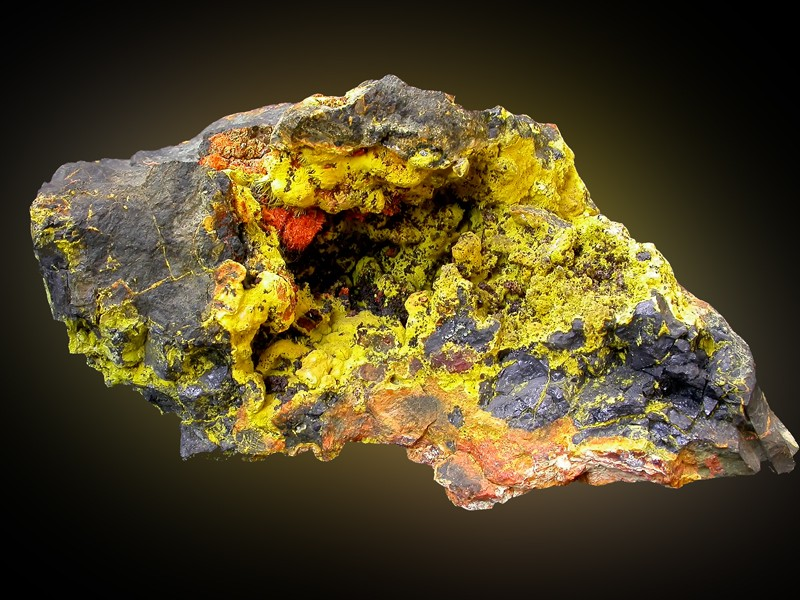
Экземпляр породы на основе скупита-кюрита-уранинита. Очень тяжёлый из-за уранинитовой матрицы (стального серого цвета). Кюрит — оранжевые вкрапления, скупит — жёлтые вкрапления. Найден на месторождении Шинколобве — типичном для скупита и кюрита. Ранее выставлялся в Музее естественной истории в Карнеги, но был снят с выставки из-за высокой радиоактивности. Размеры: 14.0х10.0х7.2 см

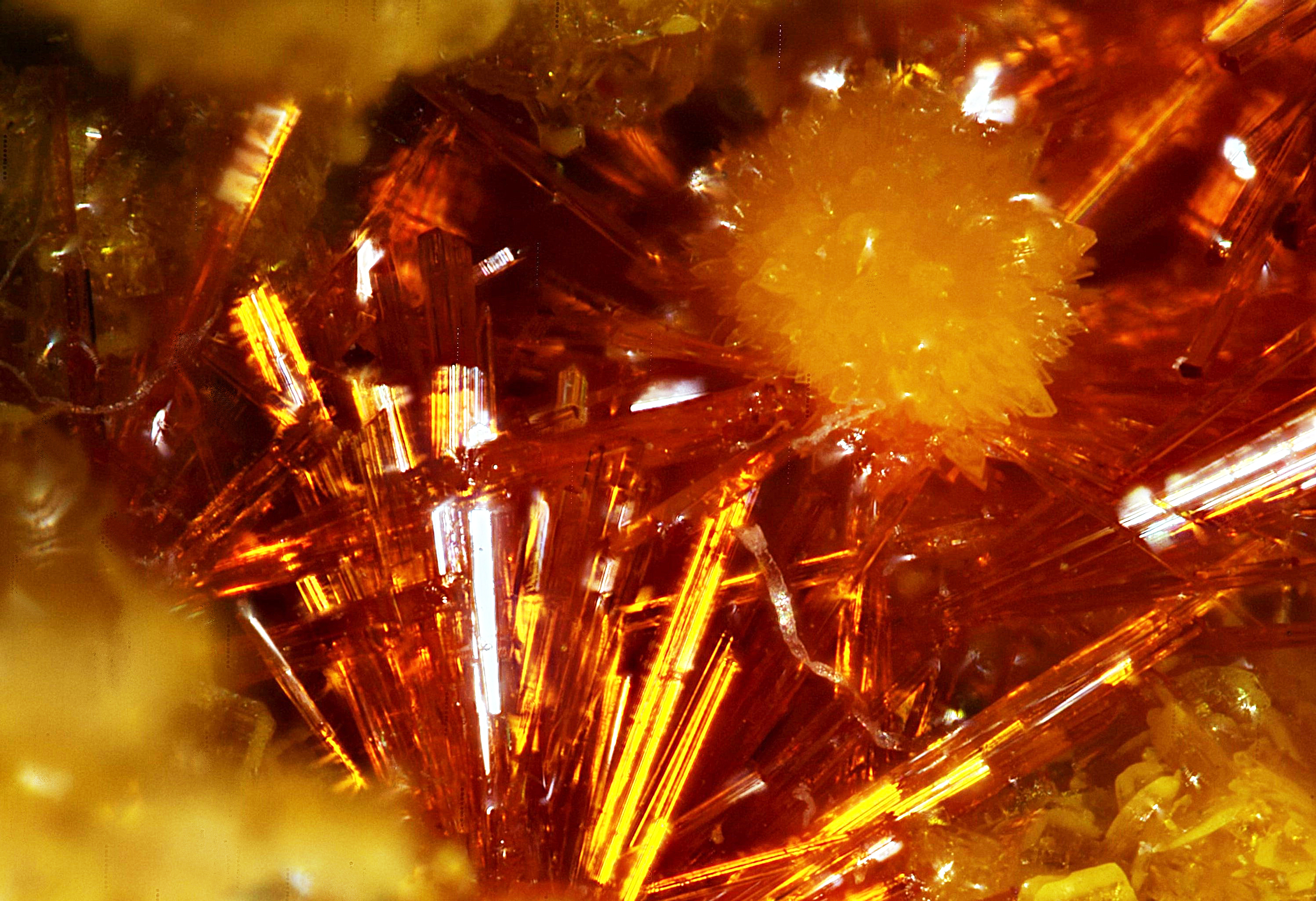
Иглы кюрита оранжево-красного цвета из шахты Шинколобве из провинции Катанга, Демократическая Республика Конго

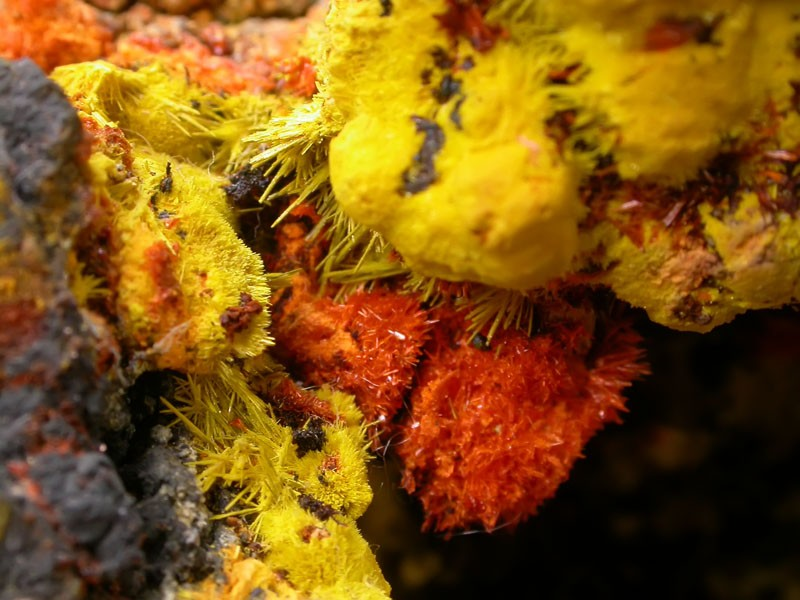
Парагенезис красного кюрита с жёлтым скупитом, псевдоморф янтинита на уранините из шахты Шинколобве, Демократическая Республика Конго

Кюрит — минерал на основе гидратированных форм оксидов свинца и урана с общей формулой: Pb3(UO2)8O8(OH)6·3(H2O) или Pb3[(UO2)4|O4|(OH)3]2·2H2O. Впервые найден в провинции Катанга в Демократической Республике Конго и описан в 1921 году А. Скупом. Назван в честь Марии и Пьера Кюри, которые внесли существенный вклад в исследование явления радиоактивности.
Известное месторождение — шахта Шинколобве. Встречается в псевдоморфном виде как продукт окисления уранинита. Ассоциирует с торбернитом, содиитом, фурмарьеритом, склодовскитом и другими вторичными минералами урана.
Состав по К. Фрею — 2PbO·5UO3·4H2O, по Е. К. Лазаренко — 3PbO·8UO3·4H2O.
В основном образует гранулированные, массивные, землистые минеральные агрегаты или твёрдые покрытия. Реже игольчатые кристаллы от жёлто-оранжевого до красно-оранжевого цвета.